# Barbariga
Barbariga – miejscowość i gmina we Włoszech, w regionie Lombardia, w prowincji Brescia.
Według danych na rok 2004 gminę zamieszkiwało 2177 osób, 197,9 os./km².